# شیخ علی‌نقی اصطهباناتی
علی‌بن محمد، معروف به شیخ علی‌نقی اصطهباناتی (1050-1129ق.)، عارفِ صوفی قرن یازدهم ق. و سی‌‌و‌یکمین قطب سلسله‌ی ذهبیه است. او که به‌ قصد کسب علم و حضور بر سر درس شاه ملا محمد اصطهباناتی، زادگاه خود استهبان را به مقصد فسا ترک می‌کند، به‌‌گونه‌ای کاملا اتفاقی و به‌‌‌واسطه‌ی ارادت استاد خود به اقطاب سلسله‌ی ذهبیه، پس از کسب آموزش‌های لازم و طی سیر و سلوک، به راه طریقت درآمده و به سنت این سلسله، داماد و خلف مرشد خود، نجیب‌الدین‌رضا تبریزی می‌شود.
نجیب‌الدین‌رضا در سبع‌المثانی، ماجرای ورود شیخ به راه طریقت ذهبیه را چنین عنوان می‌کند:
در زمان قطبیت شیخ علی موذن خراسانی، شاه ملا محمد که به‌‌‌لحاظ مالی به تنگ آمده بود، نزد شیخ آمد و به وی متوصل شد و نذر کرد که چنانچه به دعا و نَظَر شیخ، مُکنت و مالی به‌هم زند، ثلث آن را در راه طریقت به شیخ داده و یکی از فرزندان او نیز به راه طریقت تعلیم یابد؛ حاجت ملا برآورده می‌شود، اما خُلف وعده کرده و علی‌رغم گذشت سالیان بسیار و مرگ شیخ موذن، نذرش را ادا نمی‌کند. از‌این‌رو نجیب‌الدین‌رضا به‌ وصیت مراد خود، راهی خطه‌ی فارس و فسا می‌‌شود و ادای نذر ملا را طلب می‌کند. ملا استنکاف کرده و شرط دوم را پیش می‌کشد. بنابراین نجیب‌الدین‌رضا به تعلیم فیاض، فرزند بزرگ ملا می‌پردازد. اما به‌‌دلیل ریاضت‌هایی که متحمل می‌شود، مادر فیاض و ملا شکوایه می‌کنند، ازاین‌رو نجیب‌الدین رضا او را رها کرده و از میان شاگردان ملا، شیخ علی‌نقی را برمی‌گزیند و وی را با خود به اصفهان می‌برد.
شیخ علی‌نقی و نجیب‌الدین‌رضا همانند مولانا و حسام‌الدین چلبی، مرید و مراد بودند و سبع‌المثانی را که نجیب‌الدین‌رضا می‌سرود، شیخ علی‌نقی کتابت می‌کرد. با وفات نجیب‌الدین‌رضا 1108ق.، شیخ علی‌نقی هدایت سلسله‌ی ذهبیه را به‌‌دست گرفت و به‌‌دلیل سکنی گزیدن در خطه‌ی فارس، این سلسه را که دیرگاهی نبود به‌‌وسیله‌ی نجیب‌الدین‌رضا از خراسان به اصفهان نقل مکان کرده بود، به فارس منتقل ساخت و با تربیت سید قطب‌الدین محمد نیریزی به‌عنوان یکی از تاثیر‌گذارترین و مهم‌ترین اقطاب سلسله‌ی ذهبیه، ادامه‌ی این سلسله را در فارس تثبیت و تداوم ‌بخشید. با درگذشت شیخ در سال 1129ق.، سید قطب‌الدین خرقه‌ی هدایت به تن کرد و ضمن تولیت آستان شاه‌چراغ، به ترویج دیدگاه‌های ذهبیه و گسترش پیروان آن ‌پرداخت. رساله‌ی برهان‌المرتاضین و دعای جوشن کبیر به خط نسخ معرب، تنها تالیف و آثار به‌جا مانده از شیخ علی‌نقی در دوران کوتاه 18 سال هدایت و ارشاد سلسله‌ی ذهبیه است. وی در استهبان و در مکان آرامگاه کنونی به خاک سپرده شده است.